# Molophilus perpendicularis
Molophilus perpendicularis är en tvåvingeart som beskrevs av Alexander 1944. Molophilus perpendicularis ingår i släktet Molophilus och familjen småharkrankar. Inga underarter finns listade i Catalogue of Life.